# Dörvöti
Dörvöti (mongolsky: Дөрвөд) jsou jednou z etnických skupin Mongolů a jedním ze čtyř velkých kmenů, tvořících kmenový svaz západomongolských Ojratů. Jsou blízcí příbuzní Kalmyků.

## Rozšíření
Většina Dörvötů žije na západě Mongolska, v Uvském ajmagu. V Mongolsku jich žije okolo 67 000 (přibližně 3 % celkové populace).

## Historie
Dörvöti žili původně okolo řek Talas a Irtyš. Velká část z nich se účastnila velkého stěhování Torgútů, vedeného chánem Ajukou, k deltě Volhy v 17. století. Část těchto Dörvötů se posléze vrátila zpět a nyní jsou usazeni v Čínské lidové republice. V polovině 18. století Mandžuové Dörvötům zbylým po velkém stěhování k Volze vykázali sídla v oblasti Dzag-Bajdragt a kolem řeky Tujn gol a poté na území dnešního Uvského ajmagu. Dörvötští cháni byli tradičně bojovní. Podnikali výpravy do Střední Asie, zejména do východního Turkestánu. Odtud odvlékali turkické obyvatelstvo, které usazovali na svém území jako zemědělské otroky. Jako součást kmenového svazu Ojratů též bojovali s východomongolskými Chalchy a mandžuskou Čchingskou říší.

## Osobnosti
- Jumdžágín Cedenbal – vůdce Mongolské lidové republiky mezi lety 1940–1984
- Odvogín Baldžinňam – mongolský zápasník